# Hermann Karl Dumrath
Hermann Karl Dumrath (* 10. Dezember 1854 in Stettin; † 21. März 1922 in Marienwerder, Regierungsbezirk Westpreußen) war ein deutscher Verwaltungsbeamter und Parlamentarier.

## Leben
Hermann Karl Dumrath wurde geboren als Sohn des Rittergutsbesitzers und Parlamentariers Hermann Dumrath. Die Mutter war Sophie Dumrath geb. Thielecke, Nachfahrin einer Gutsbesitzerfamilie im pommerschen Buslar, Kreis Pyritz.
Er studierte Rechtswissenschaften an der Rheinischen Friedrich-Wilhelms-Universität Bonn und der Eberhard Karls Universität Tübingen. 1875 wurde er Mitglied des Corps Guestphalia Bonn. 1876 schloss er sich dem Corps Suevia Tübingen an. Nach Abschluss des Studiums und dem Militärdienst trat er in den preußischen Staatsdienst ein.
Als Gerichtsassessor bei der Regierung in Marienwerder wurde Dumrath 1889 zum Landrat des Kreises Strasburg in Westpreußen ernannt. 1899 wurde Dumrath im Wahlkreis Marienwerder 4 (Strasburg) in das Preußische Abgeordnetenhaus gewählt, wo er der Fraktion der Freikonservativen Partei angehörte. Als er sich als sog. Kanalrebell gegen den Bau des Mittellandkanals aussprach, wurde er noch 1899 als Landrat zur Disposition gestellt und anschließend unter Beförderung zum Regierungsrat in das Polizeipräsidium Berlin versetzt. Aufgrund dieser Beförderung schied er am 19. Mai 1890 aus dem Abgeordnetenhaus aus. Später war er Oberregierungsrat beim Berliner Polizeipräsidium und zuletzt Regierungsdirektor. Den Ruhestand verlebte er in Marienwerder.
Der Landrat, Rittergutsbesitzer und Parlamentarier Ulrich Dumrath war ein Bruder.